# Államszocializmus
Az államszocializmus államelméleti kategóriája két különböző, de összetartozó fogalmat takar: az egyik a Ferdinand Lassalle 19. századi szocialista gondolkodó elképzelése a szocialista állam megvalósításáról, a másik pedig az 1917 illetve 1945 után létrejött, magukat szocialistának nevező országok állami berendezkedése, amit politikai szocializmusnak is neveznek.

## Meghatározása
Az államszocializmus meghatározása különböző megfogalmazásainak közös lényege a köztulajdon dominanciája és a politika döntő integráló szerepe (szemben a tőkés társadalomban a magántulajdon és a piac által betöltött szereppel). A termelőeszközök túlnyomórészt állami, de részben szövetkezeti köztulajdonban vannak, a magántulajdon szerepe, ha egyáltalán létezik, csekély.
Az államszocializmus úgynevezett tervező társadalom, amelyben a fogyasztás és felhalmozás, illetve a közfogyasztás és magánfogyasztás arányairól makrotársadalmi, országos szinten hoznak döntéseket a politikai hatalom birtokosai.

## Típusai
Az államszocialista kísérleteknek több különböző típusa jött létre térben és időben 1917 és 1991 között.

### 1920-as évek
Az 1917-es oroszországi forradalmat és a polgárháborút követően a Szovjetunióban nagyszabású társadalmi kísérletekre került sor az állam és a jog elhalásának perspektívájával, a Jevgenyij Bronyiszlavovics Pasukanisz által képviselt forradalmi természetjoggal, eredeti életmód- és együttélési kísérletekkel. A belső politikai körülmények gyors váltakozása (hadikommunizmus, majd az NEP) és a nemzetközi elszigeteltség miatt ez a társadalmi alakzat az értékei ellenére sem szilárdulhatott meg.

### Az 1930-as évektől az 1960-as évekig
A Szovjetunióban a harmincas évek derekára megszilárdult a sztálini modell, aminek lényege a centralizált bürokratikus állam mindenható szerepe volt, szemben az állam elhalásának korábbi eszméivel. Az államigazgatás és a gazdasági szervezés egyaránt közvetlenül a párt irányítása alá került.
Lenin 1920-ban még azt valószínűsítette, hogy ha a forradalom Oroszország után egy fejlett országban is győz, akkor Oroszország mintaországból újra viszonylag elmaradott országgá válik majd. A második világháború után, amikor Németország keleti felében, Csehszlovákiában, Magyarországon szocialista átalakulásra került sor, Lenin várakozásaival ellentétben a fejlettebb területeken is erőszakkal bevezették a sztálini modellt. Ezzel kizárták az eredeti marxista módszer fontos eszközeit, a konkrét helyzet konkrét elemzését, az egyenlőtlen fejlődés elméletének módszertani érvényesítését.
Románia még az 1980-as években is a sztálini modellt követte, Észak-Korea pedig még a 2020-as években is ezt teszi. E modell jellegzetességei a vezérelvű hatalomgyakorlás, a tömeges elnyomás, a tudatosan zárt társadalmi szerkezet. Ez a modell így kívánja védeni magát a gazdaságilag sikeresebb tőkés államok fellazító tevékenységétől, a nyílt társadalomtól.

### Reformfolyamatok a hatvanas évektől
Az államszocialista országok egy részében – de nem mindegyikben – a hatvanas években reformfolyamatok indultak meg, mivel nyilvánvalóvá vált, hogy létező rendszer nem képes elérni céljait, a tőkés gazdasági eredmények utolérését, meghaladását. Az egyik módszer legfontosabb példája az NDK volt, ahol a fejlődő számítástechnika eredményeinek gazdaságszervezési alkalmazásával kívánták növelni a tervutasításos gazdasági irányítás hatékonyságát, megvalósítani a „kibernetikus szocializmust”. Ennek a módszernek az elemeit vette át Csehszlovákia és részben a Szovjetunió is.
Az államszocialista országok utolsó típusa az árugazdasági viszonyokat az (állami és szövetkezeti) köztulajdon dominanciájával és a makrogazdasági irányítással kombináló jugoszláv, magyar (1968-tól) és kínai (az 1990-es évektől), majd vietnami reformfolyamat volt, illetve létezik továbbra is.

## Államszocializmus és államkapitalizmus
Számos társadalomtudós, főleg Nyugaton, a Szovjetunióban és azt követően az egykori szocialista világban kialakult társadalmi-gazdasági rendszereket államkapitalizmusnak nevezi. A baloldali gondolkodók nagy része azonban ezt cáfolja, mivel az államkapitalizmus, azaz az állam túlnyomó gazdasági szerepe egyes tőkés országokban eredetileg a magántulajdonra épül, és a magántulajdon kisebb értékben fenn is marad ezekben az országokban. Fennmarad az átjárás az állami és a magántulajdon között is, azaz az állami tulajdon egyes elemei magánosíthatóak, míg a szocialista országokban a termelőerők magántulajdonát megszüntették, és az állami tulajdon működtetése nem a proftmaximalizálás jegyében folyt, hanem össztársadalmi szempontok figyelembe vételével.

## Forrás
- ↑ Krausz: Krausz Tamás: A szocializmusvita jelenlegi állásáról. In  Krausz Tamás (szerk) – Szigeti Péter (szerk): Államszocializmus: Értelmezések – viták – tanulságok. Budapest: L'Harmattan–Eszmélet Alapítvány. 2007.   123–144. o. = eszmélet könyvtár,  ISBN 978 963 9683 81 5
- ↑ Szigeti: Szigeti Péter: Államszocialista kísérletek – történelmi tanulságok. In  Krausz Tamás (szerk) – Szigeti Péter (szerk): Államszocializmus: Értelmezések – viták – tanulságok. Budapest: L'Harmattan–Eszmélet Alapítvány. 2007.   13–52. o. = eszmélet könyvtár,  ISBN 978 963 9683 81 5